# Lew Moissejewitsch Pissarewski
Lew Moissejewitsch Pissarewski (russisch Лев Моисеевич Писаревский; * Januar 1906 in Rybinsk; † 16. Juni 1974 in Moskau) war ein sowjetischer Bildhauer und Hochschullehrer.

## Leben
Pissarewski, Sohn eines armen jüdischen Handwerkers, besuchte die Dreiklassengemeindeschule (Abschluss 1917) und nach der Oktoberrevolution die Schule 2. Stufe (Abschluss 1926).
Bis 1919 besuchte Pissarewski die Proletkult-Veranstaltungen im ehemaligen privaten Kino. Dann studierte er im Kunstschulatelier bei den Kunstlehrern Michail Michailowitsch Schtscheglow und Pawel Timofejewtisch Gorbunzow. Pissarewskis Grafiken und Aquarelle wurden in der Rybinsker Lokalzeitung gelobt. Der Kopf eines Rotarmisten wurde 1922 seine erste Skulptur. Nach dem Weggang Schtscheglows schlossen sich Pissarewski und die anderen Studenten des Kunstschulateliers zusammen, um Bühnenbilder für Aufführungen des Arbeitertheaters, Porträts von Führern und Plakate zu gestalten und die Stadt für Revolutionsfeiern zu schmücken.
1926 wurde Pissarewski in die Bildhauerei-Fakultät der Moskauer Höheren Künstlerisch-Technischen Werkstätten aufgenommen. Seine Lehrer waren Wera Muchina, Iossif Tschaikow und Iwan Jefimow. Nach dem Abschluss 1930 wurde er Aspirant im Bildhauerfortbildungsatelier bei Alexander Matwejew. Pissarewskis erste Monumentalskulptur war ein Lenin-Denkmal.
1941 nach Beginn des Deutsch-Sowjetischen Kriegs wurde Pissarewski zur Volks-Opoltschenije in Moskau abkommandiert. 1942–1944 schuf er eine Reihe von Skulpturen zu historisch-revolutionären Themen. 1944–1946 war er Politik-Lehrer und Militärkünstler in Sewastopol. Er restaurierte dort das Totleben-Denkmal und schuf Porträts der russischen Flottenführer Uschakow und Nachimow sowie des Helden der Russischen Revolution 1905 Leutnant Schmidt. Viele Werke Pissarewskis kamen in das Sewastopoler Kriegsmarine-Museum.
1950–1960 schuf Pissarewski die Serie der Helden der Brester Festung. Ab 1952 lehrte er am Moskauer Pädagogischen Institut (MGPI). 1955 verteidigte er mit Erfolg seine Kandidat-Dissertation über die methodischen Grundlagen des Skulpturierens eines Kopfes, so dass er im Juni 1956 zum Kandidaten der Kunstwissenschaft promoviert wurde. Seine Kandidat-Dissertation erschien 1962 als Lehrbuch, das in Kunsthochschulen und -schulen eingesetzt wurde.
Nach 1970 erkrankte Pissarewski schwer. Seine Doktor-Dissertation über die Skulpturierung des menschlichen Körpers konnte er nicht abschließen.
67 Skulpturen Pissarewskis wurden der Stadt Rybinsk übergeben.

## Werke (Auswahlt)

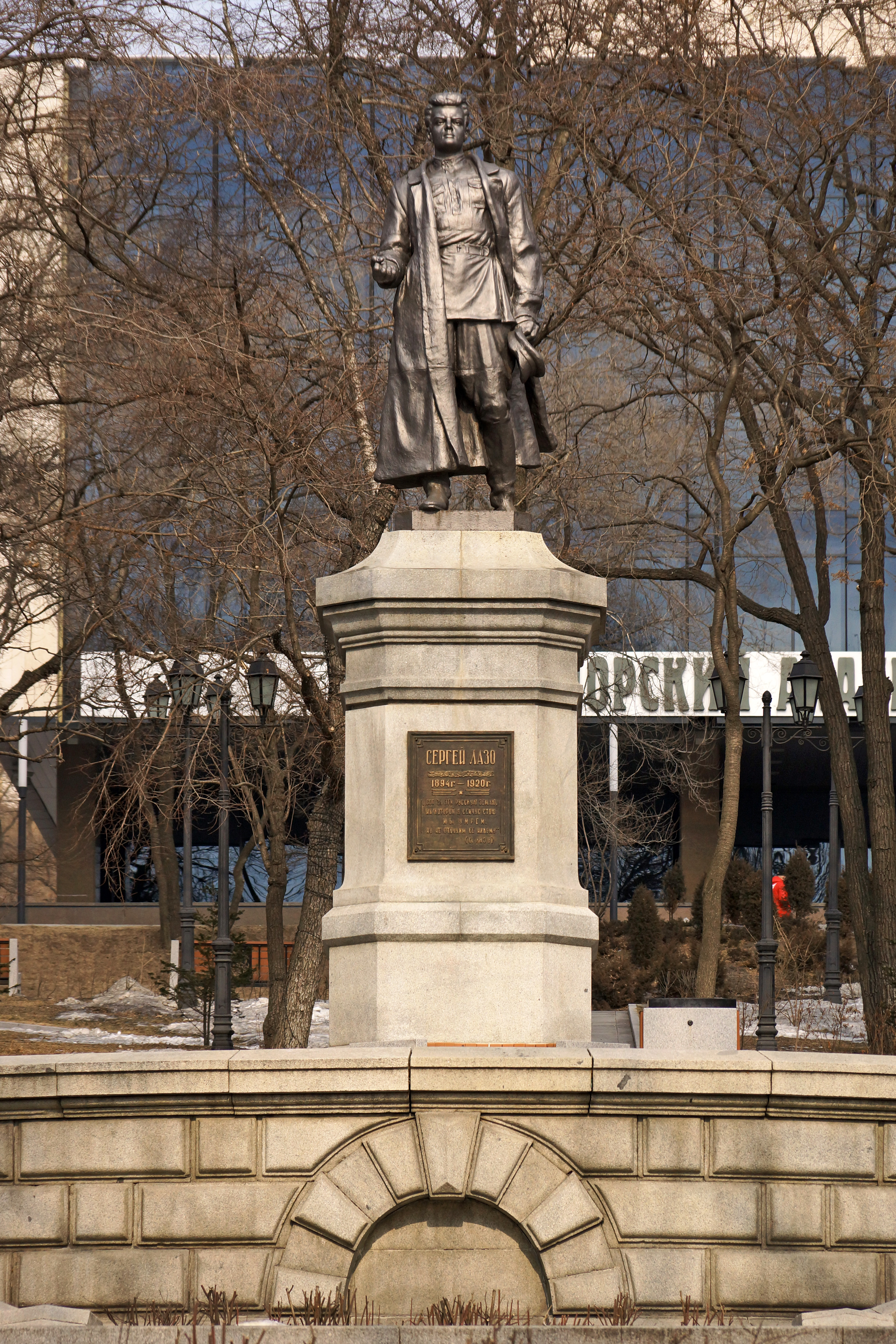
Sergei-Laso-Denkmal (1945), Wladiwostok
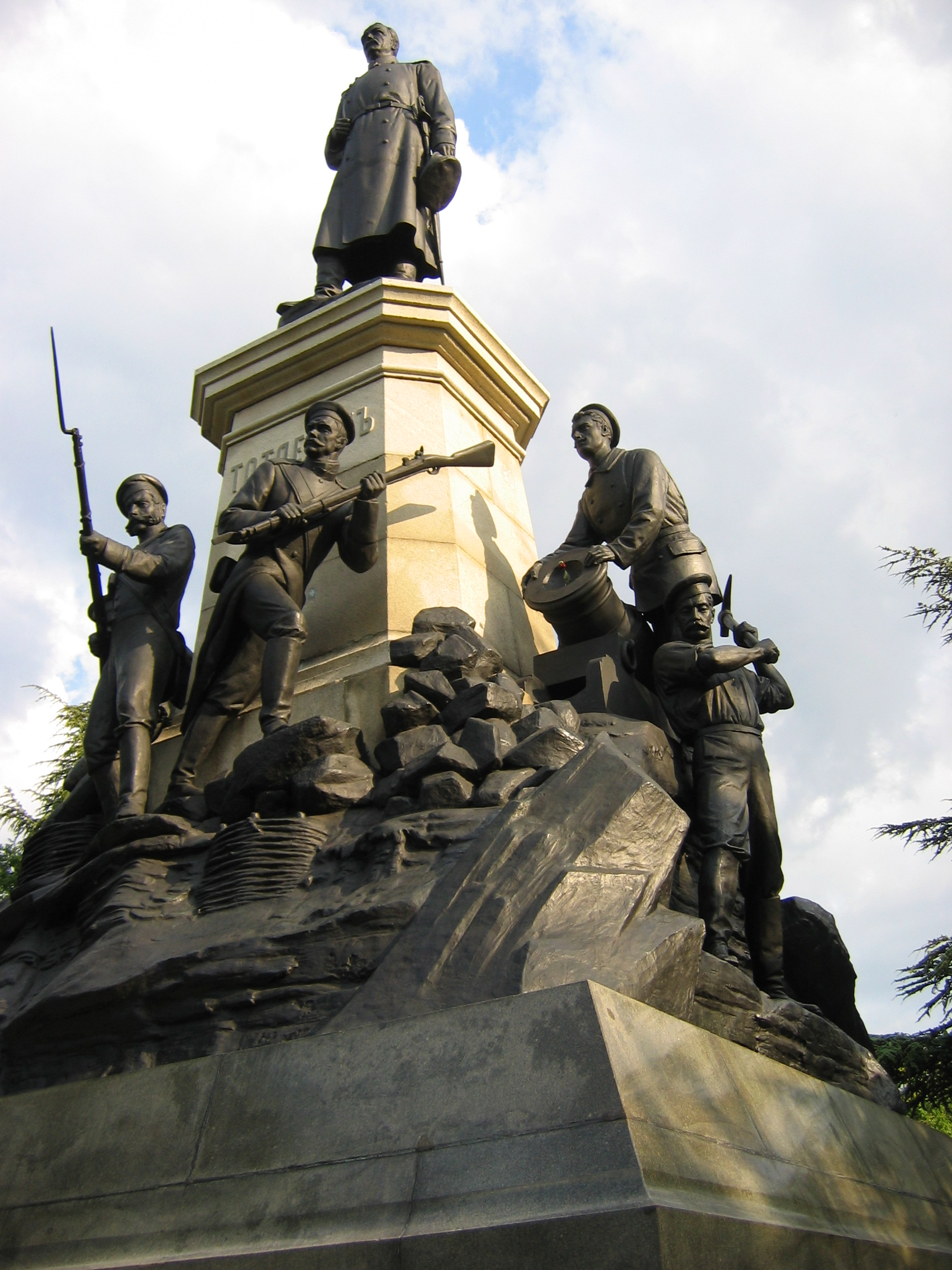
Totleben-Denkmal, Sewastopol
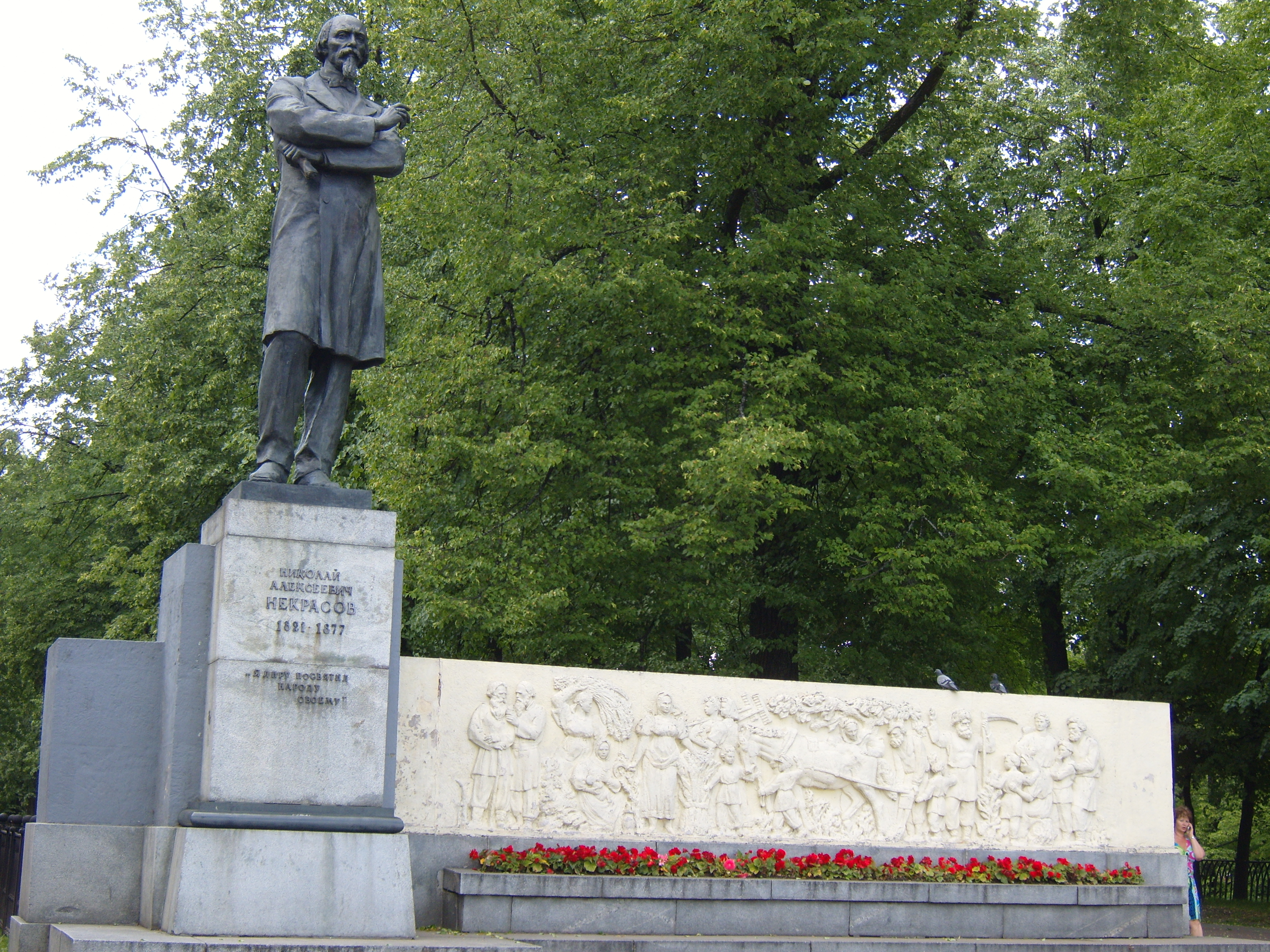
Nekrassow-Denkmal (1958), Jaroslawl
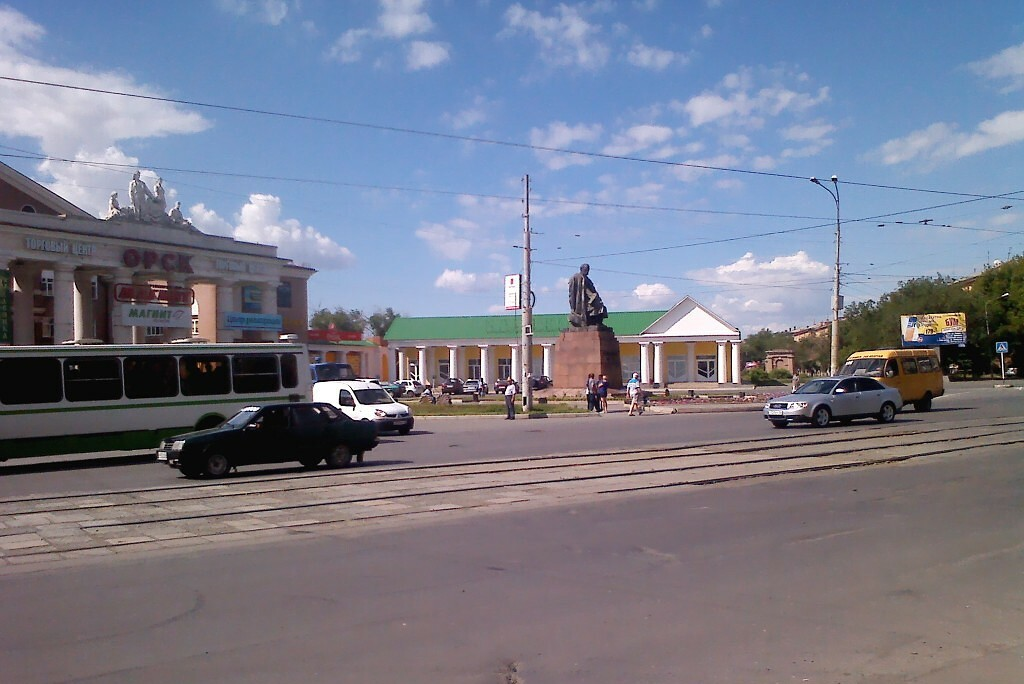
Taras-Schewtschenko-Denkmal (1959), Orsk
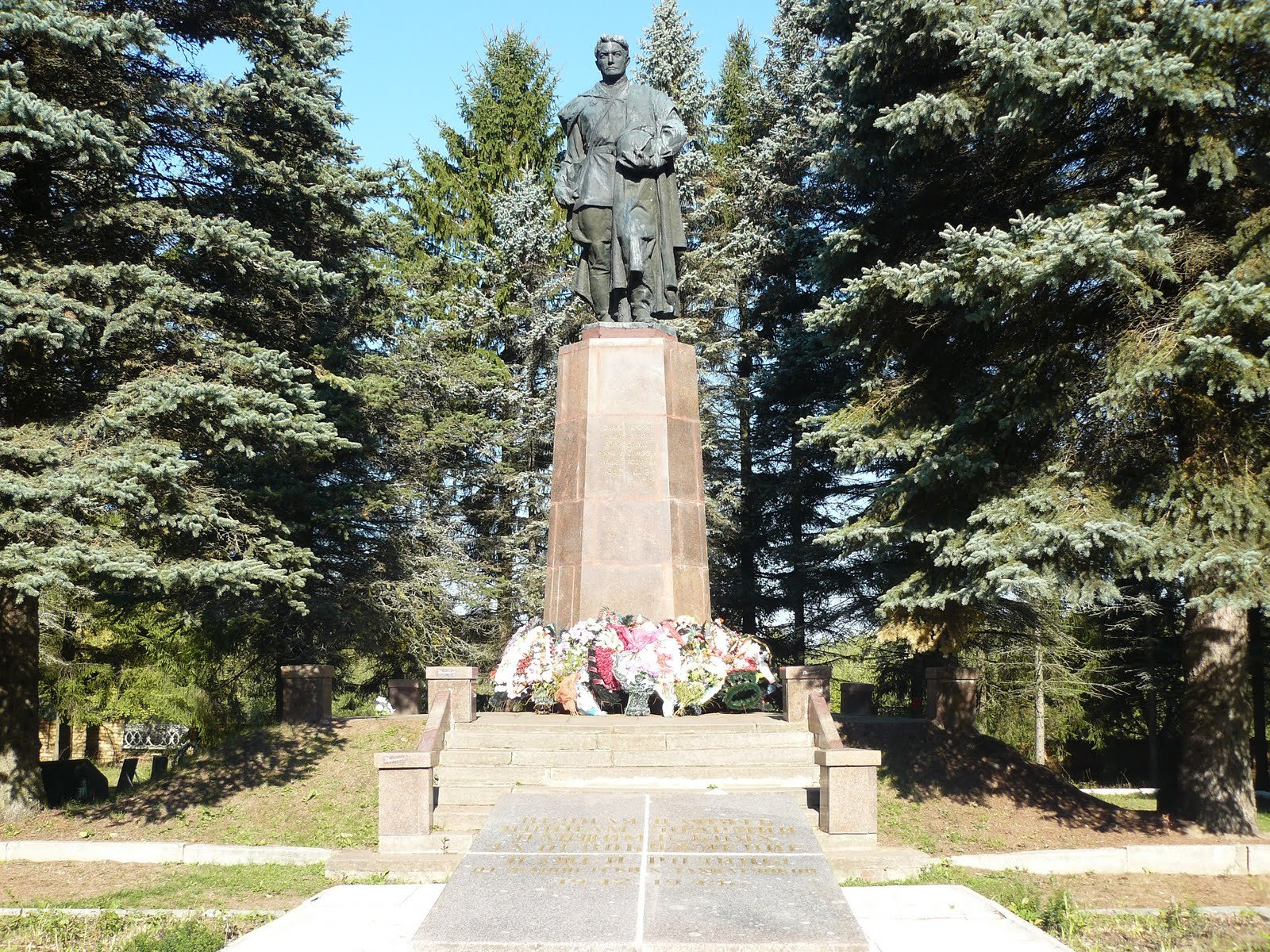
Denkmal der sowjetischen Kämpfer (1959), Militärhistorisches Museum Saizewa Gora, Zwetowka, Oblast Kaluga
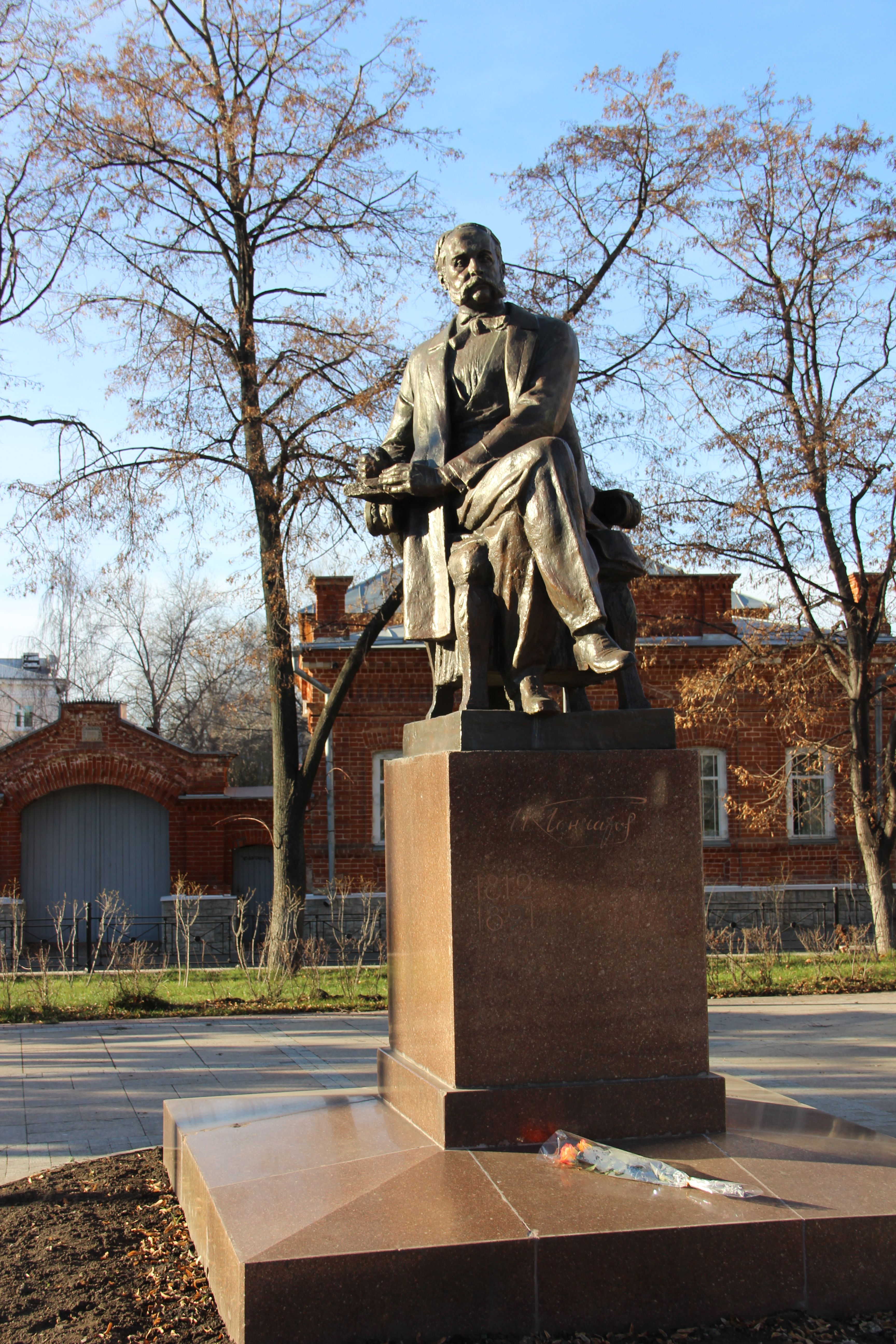
Gontscharow-Denkmal (1965), Uljanowsk